# Žebrákov (Kovářov)
Žebrákov (německy Schebrakow) je vesnice, část obce Kovářov v okrese Písek v Jihočeském kraji. V roce 2011 zde trvale žilo 18 obyvatel.

## Historie
První písemná zmínka o vesnici pochází z roku 1395. Dříve spadal pod vlastnictví orlického panství. Vesnicí protéká Žebrákovský potok.
Okolní lesy nesly název Na Strašnejch. V dřívějších dobách zde bylo velké množství loupežníků.

## Přírodní poměry
Žebrákovský potok pramení jihovýchodně od obce Lašovice, protéká dolním a horním lašovickým rybníkem, poté Zahořany, Žebrákovem a v hlubokém údolí se vlévá do Vltavy.

## Obyvatelstvo
| Rok            | 1869 | 1880 | 1890 | 1900 | 1910 | 1921 | 1930 | 1950 | 1961 | 1970 | 1980 | 1991 | 2001 | 2011 | 2021 |
| -------------- | ---- | ---- | ---- | ---- | ---- | ---- | ---- | ---- | ---- | ---- | ---- | ---- | ---- | ---- | ---- |
| Počet obyvatel | 173  | 222  | 184  | 166  | 147  | 138  | 127  | 87   | 62   | 54   | 35   | 23   | 16   | 18   | 23   |
| Počet domů     | 20   | 24   | 25   | 24   | 27   | 27   | 29   | 30   | 21   | 15   | 13   | 17   | 23   | 23   | 23   |

## Obecní správa
Při sčítání lidu v letech 1850–1984 Žebrákov byl osadou obce Zahořany, se kterým patřil nejprve do okresu Milevsko, ale od roku 1960 v okrese Písek. Od 1. ledna 1985 je částí obce Kovářov v okrese Písek.

## Pamětihodnosti
- Žebrákov byl vyhlášen roku 1995 vesnickou památkovou zónou
- Ve vsi je několik roubených chalup. Nejvýznamnější památkou lidové vesnické architektury je usedlost čp. 1 na návsi, hned naproti kapličce. Je to zděná stavba se zápražím z 19. století. Nedaleko od tohoto stavení je roubenka z konce 18. století nebo počátku 19. století, která je upravena pro rekreační účely. Okolo středu vesnice se nachází drobné chalupy a hospodářské usedlosti. Ve 20. století postupně vznikla v obci díky malebnému okolí rekreační a chatová oblast.
- Na návsi je žlutá prostorová kaplička, která je zasvěcena Panně Marii.[10] Kaple byla postavena na místě původní zvonice roku 1903. Rok poté byla vysvěcena. Původně stávala v úrovni terénu, ale nyní je lehce pod úrovní, takže trpí nadměrnou vlhkostí.[11]
- Zděná Vančatova kaple je nedaleko vesnice u hájovny. Místo se nazývá v Hájku. Původně zde vedla stará cesta na Orlík. Podle datace nad vchodem do kaple byla postavena roku 1822.
- Matuškův kříž se nachází v polích , kde bývaly cesty do Chrástu, Zahořan, Voltýřova. Je z roku 1900.[12]
- Kuchtův kříž nechal postavit žebrákovský starosta I. Kuchta. Původně stál na místě blíž ke křižovatce cest do Chrástu a Zahořan. Při opravě silnice byl posunut. Stejně ale nakonec došlo za totality k jeho poškození.[13]
- Pintův kříž byl postavený roku 1900. Původně z tohoto kříže zbylo pouze torzo u silnice ze Zahořan do Chrástu.[14] V současné době (2012) je tento kříž opravený. Na původním podstavci s datací bylo vztyčeno nové kamenné tělo kříže.
- Čenkův kříž je kamenný a je u silnice , která vede z Přílepova do Voltýřova.[15]
- V okolí vesnice se nacházelo původně sedm křížů. Ale v současnosti jsou zachovány pouze tři a jeden částečně.[6]

## Pověst
K Vančatově kapličce se váže tato pověst:
Vančata měl krásnou a bohatou dceru. Měla slušné věno po své již mrtvé matce. Peníze byly uloženy v sirotčí pokladně na Orlíku. Když se o dceru ucházel nápadník, syn chalupníka z Kostelce nad Vltavou, tak se otec rozhodl, že věno vyzvedne. Ale na zpáteční cestě ty peníze ztratil. Nápadník ohlásil, že ze svatby odstupuje. Po delším čase vyšlo na povrch, že stejnou cestou, kudy šel otec s penězi, šel i nápadník. Samozřejmě ty peníze našel a ponechal si je. Ihned je zhodnotil, přikoupil si kus pole. Šťastný otec nechal na znamení vděčnosti postavit tuto kapličku.

## Galerie

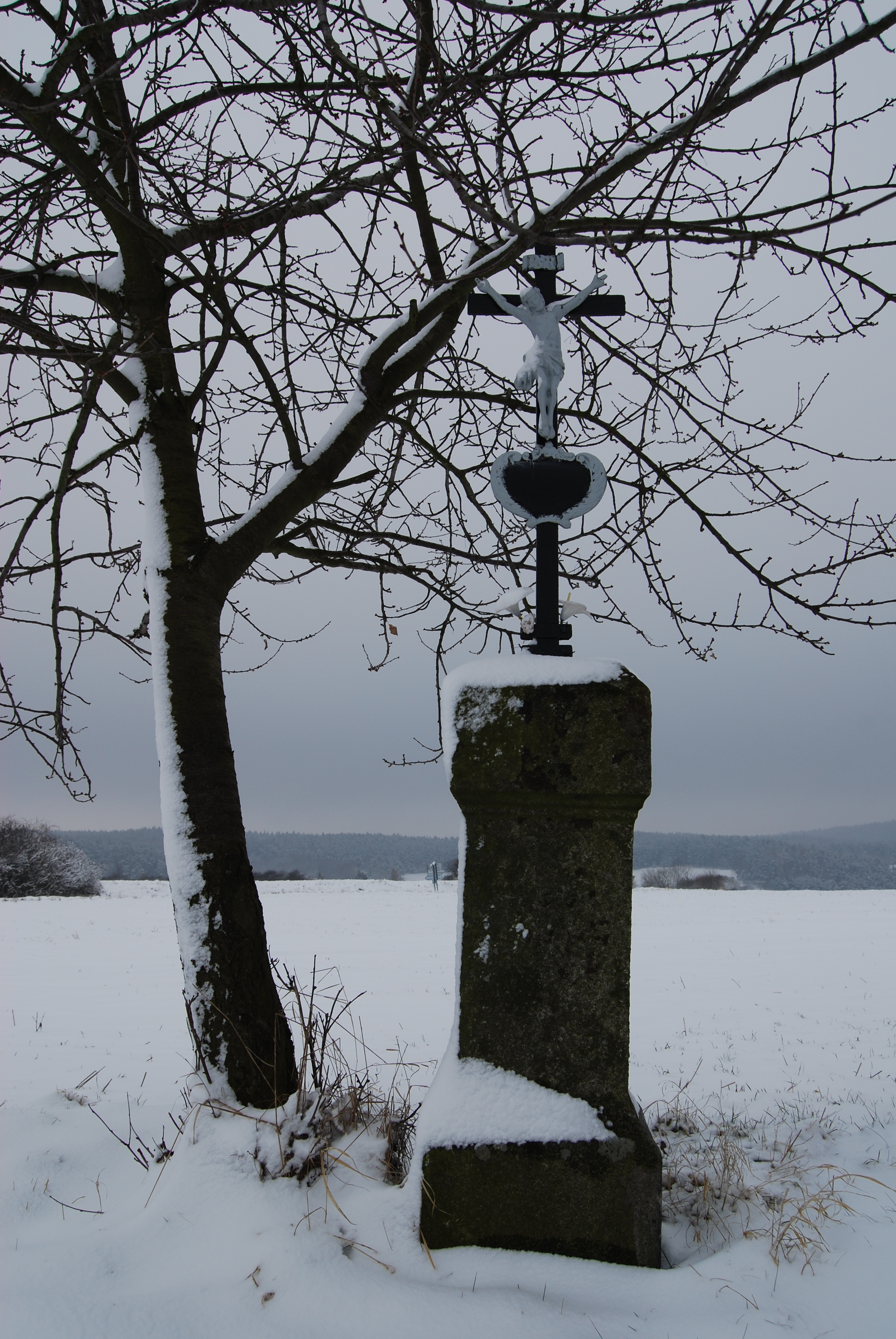
Kuchtův kříž
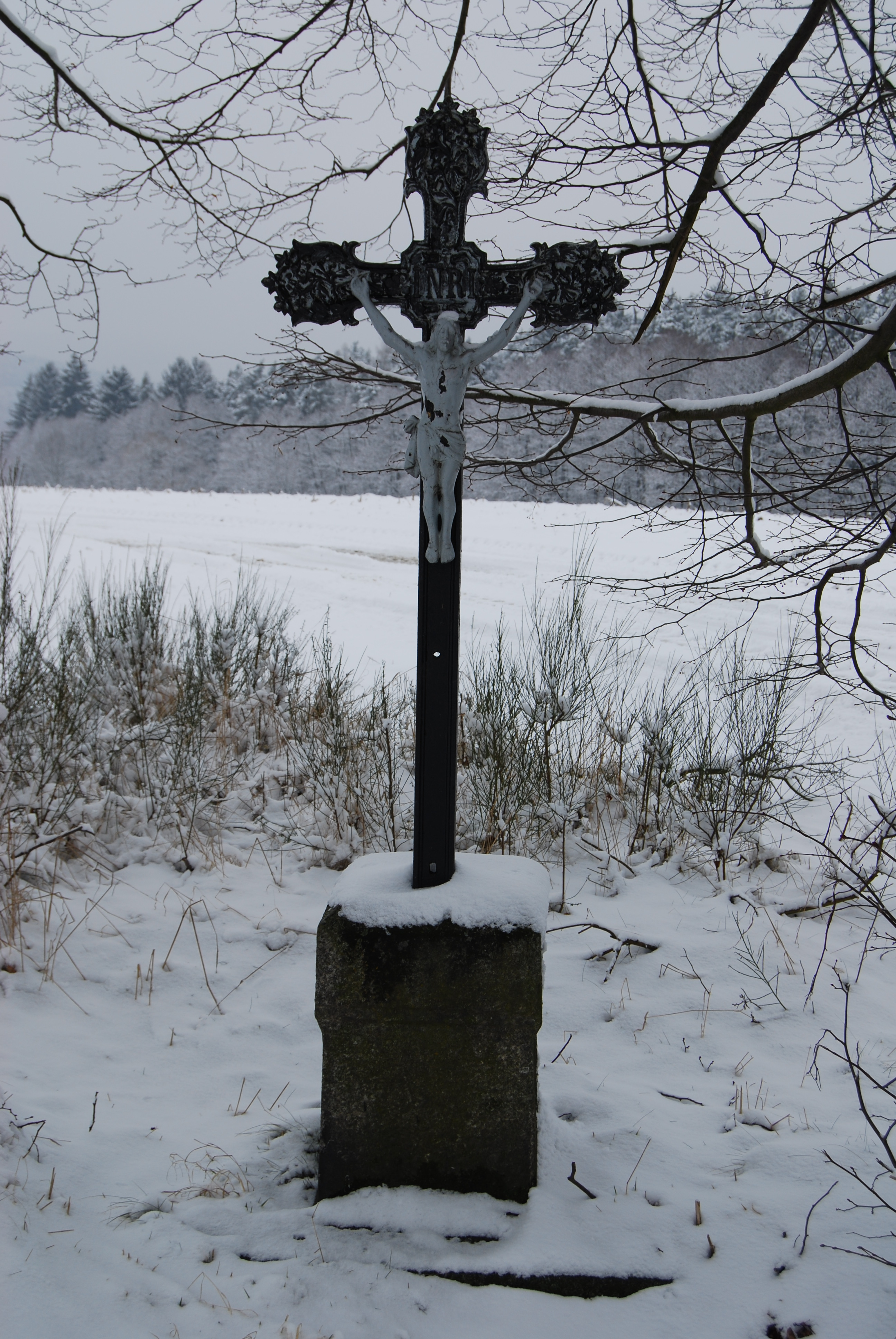
Kříž u silnice na Chrást
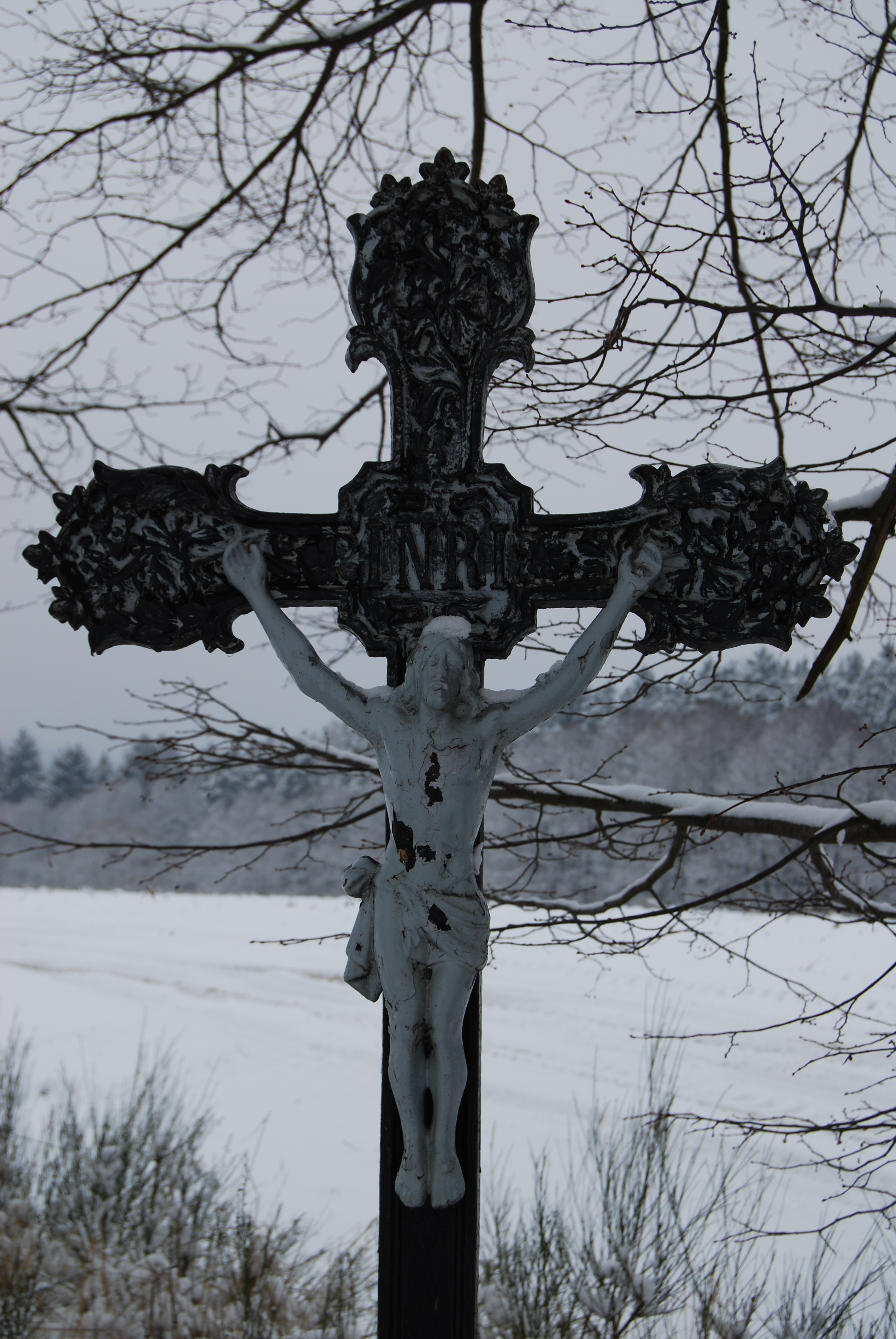
Detail horní části kříže
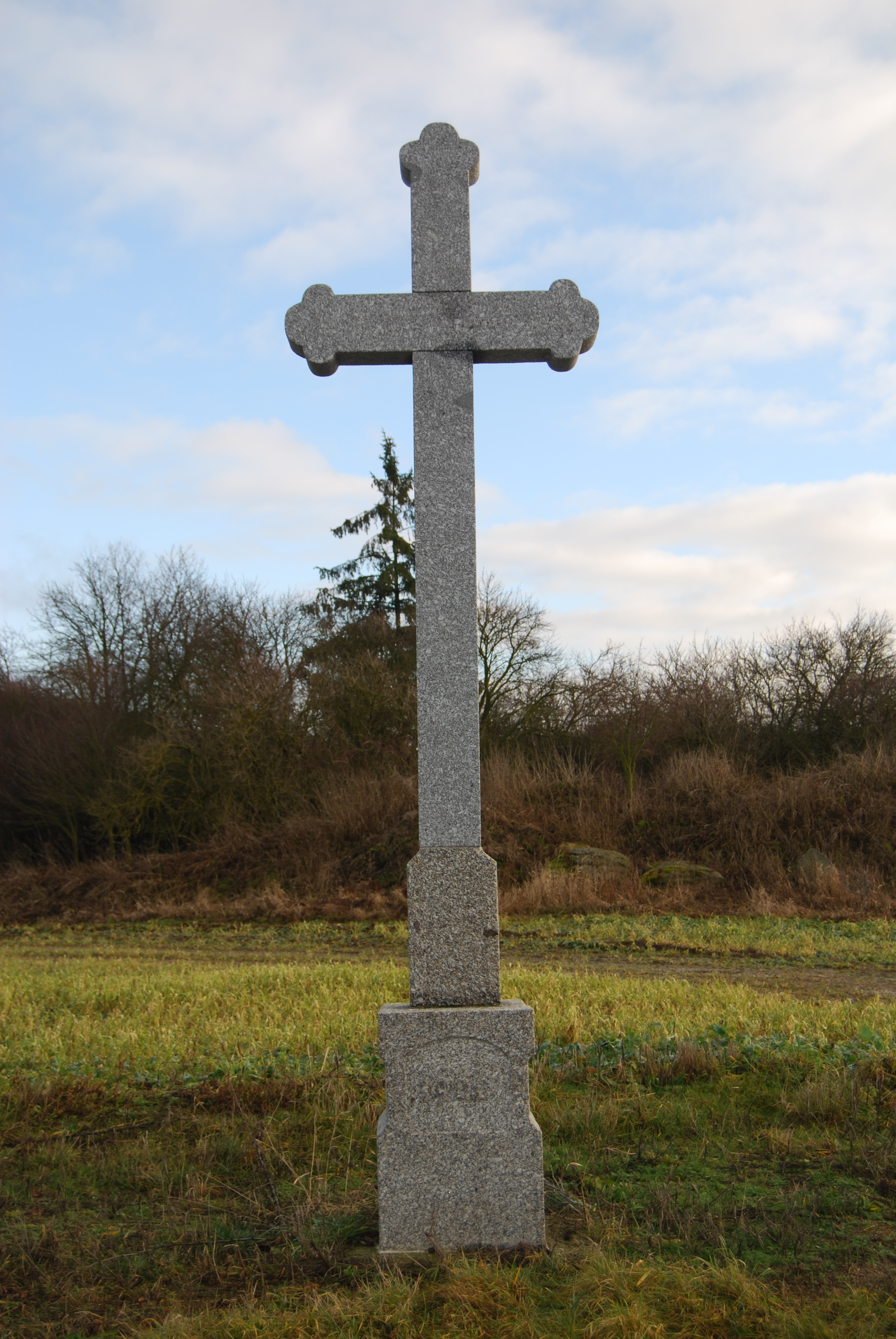
Pintův kříž
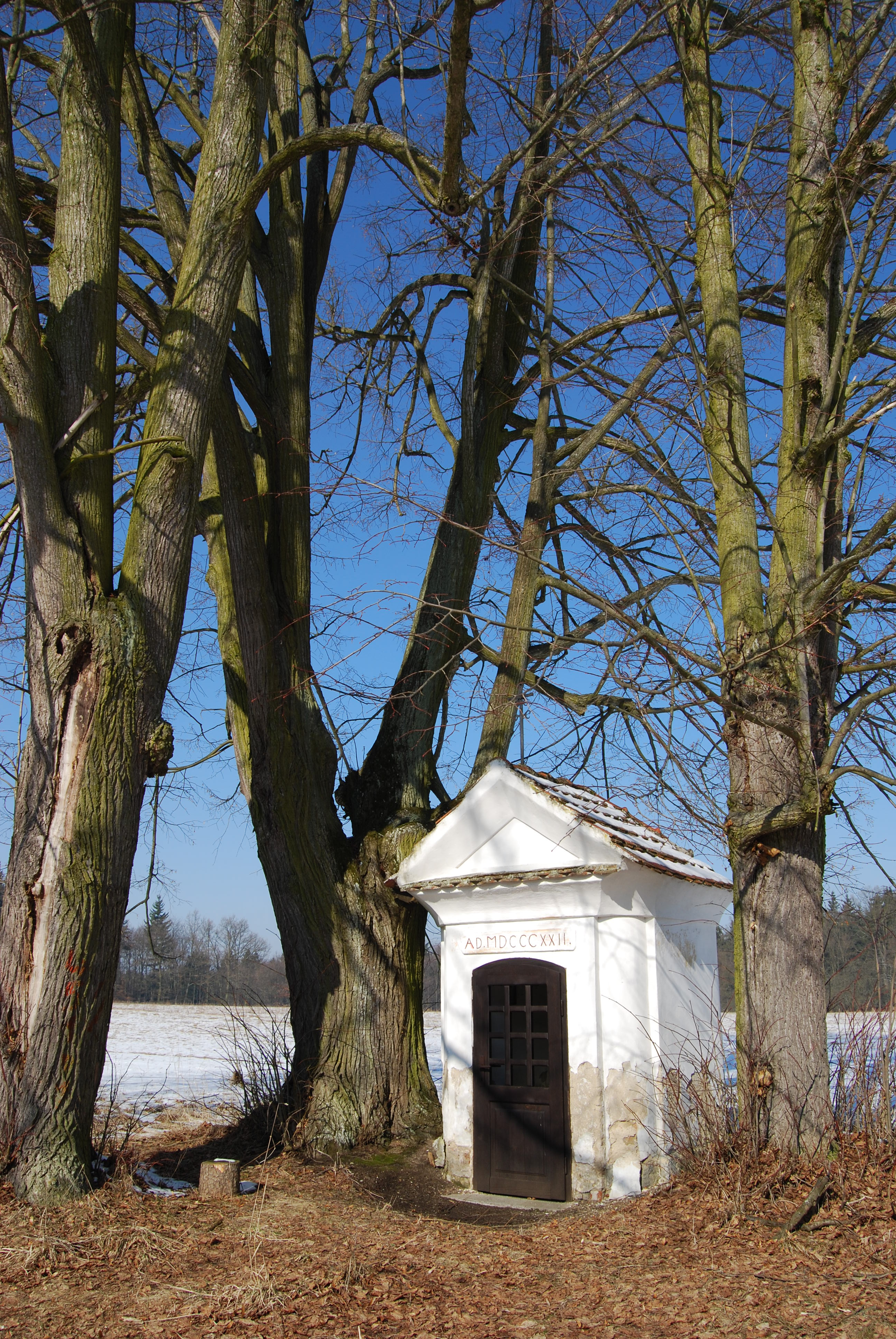
Vančatova kaplička v Hájku
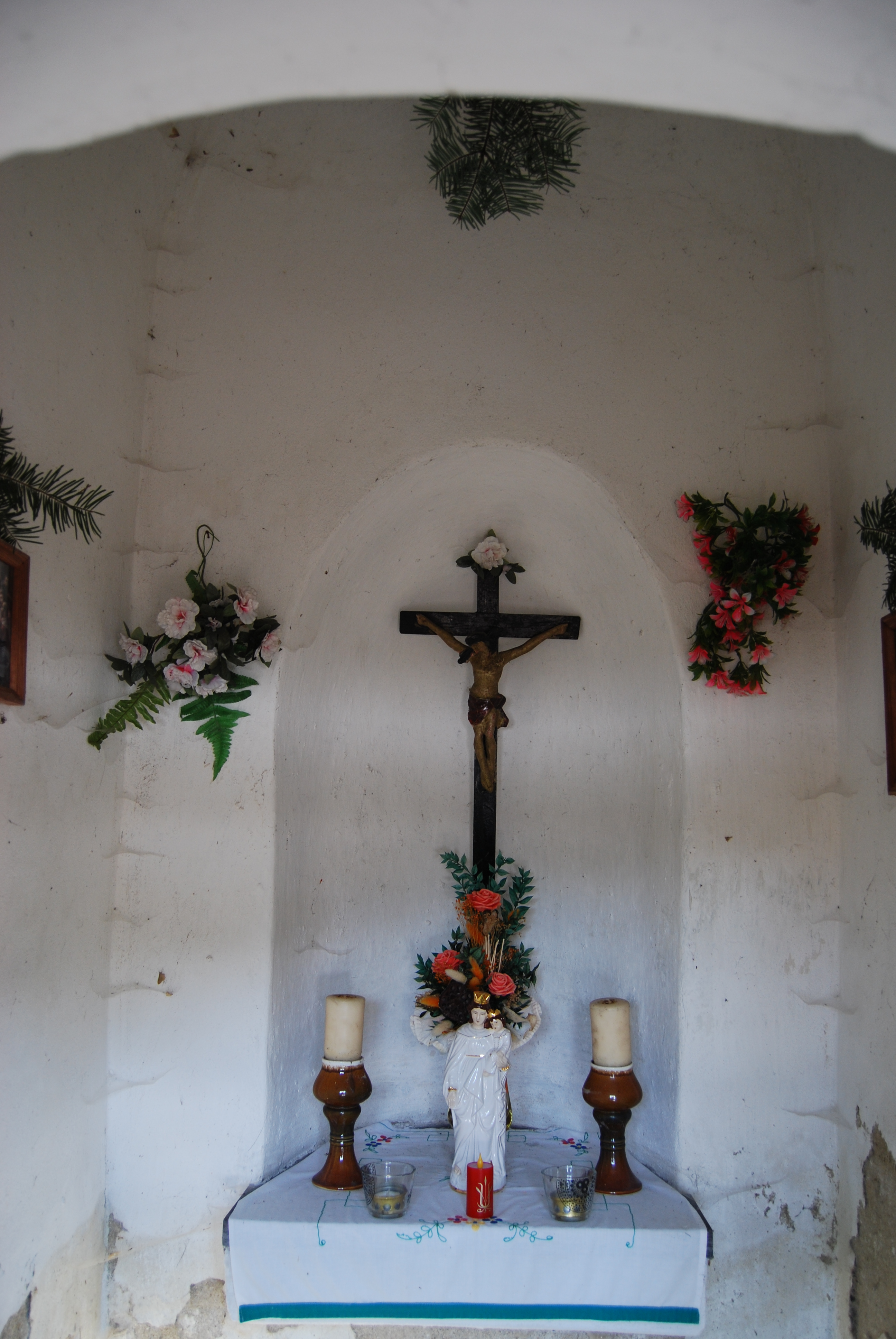
Interiér Vančatovy kapličky
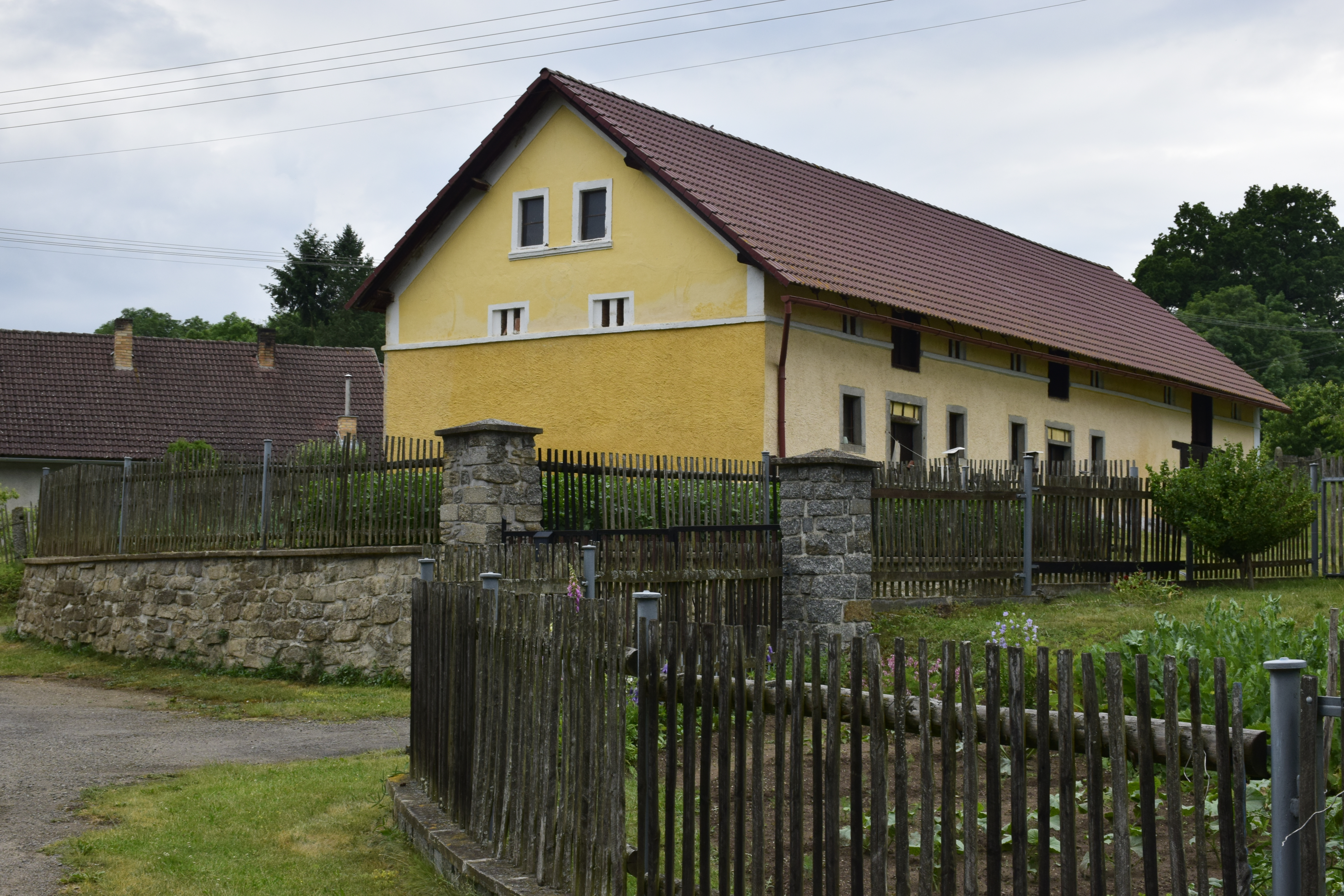
Dům
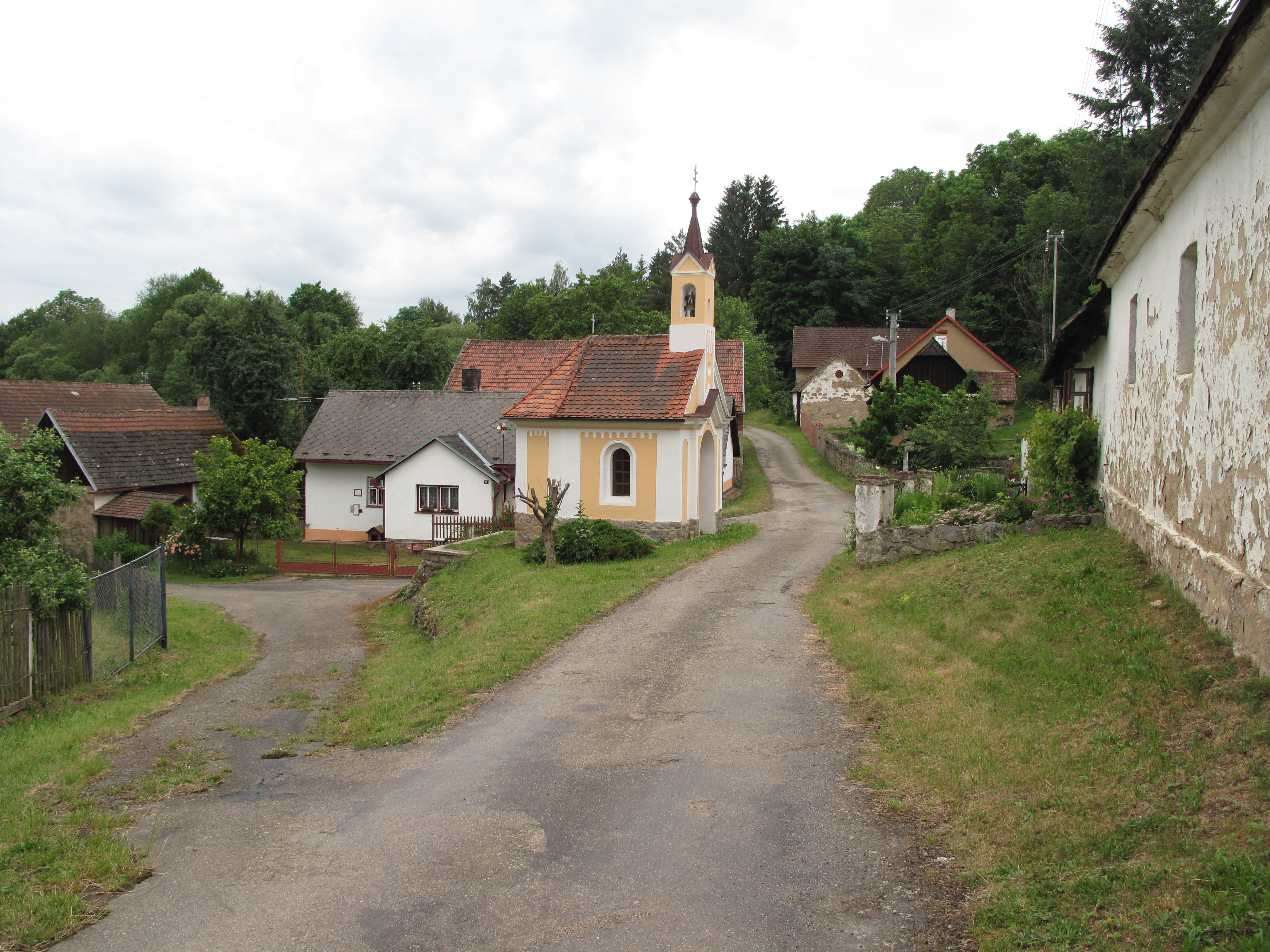
Náves
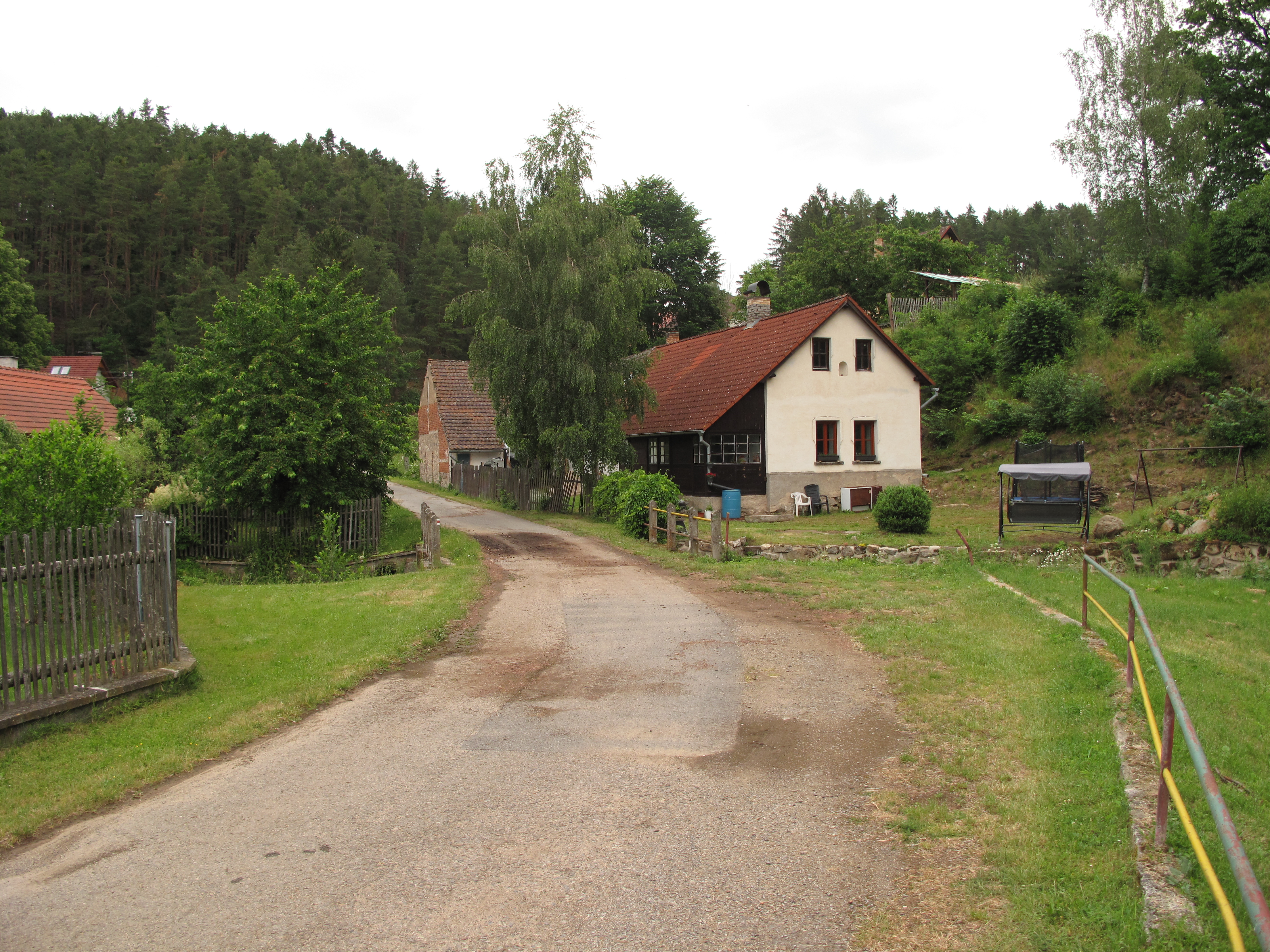
Dům